# Акулово (Старожиловский район)
Аку́лово — деревня в Старожиловском районе Рязанской области России. Входит в состав Гребневского сельского поселения.

## География
Деревня находится в центральной части Рязанской области, в лесостепной зоне, в пределах Окско-Донской равнины, на берегах реки Мелисья, при автодороге 61К-006, на расстоянии примерно 2 км (по прямой) к северо-востоку от Старожилово, административного центра района. Абсолютная высота — 139 м над уровнем моря.

### Климат
Климат характеризуется как умеренно континентальный, с тёплым летом и умеренно холодной снежной зимой. Среднегодовая температура воздуха — 4,2 °C. Средняя температура воздуха самого холодного месяца (января) — −11 °C (абсолютный минимум — −40 °C); самого тёплого месяца (июля) — 19,1 °C (абсолютный максимум — 39 °C). Безморозный период длится около 135—155 дней. Среднегодовое количество осадков — 500 мм, из которых большая часть (около 357 мм) выпадает в период с апреля по октябрь. Снежный покров держится в течение 120—147 дней.

### Часовой пояс
Деревня Акулово, как и вся Рязанская область, находится в часовой зоне МСК (московское время). Смещение применяемого времени относительно UTC составляет +3:00.

## Население
| 1859 | 1906 | 2010 |
| ---- | ---- | ---- |
| 343  | ↗583 | ↘83  |

### Национальный состав
Согласно результатам переписи 2002 года, в национальной структуре населения русские составляли 94 % из 96 чел.